# Waibel KG
Die Waibel KG ist ein deutsches Baustoffindustrieunternehmen mit Sitz in Gernsheim, das über eine angeschlossene Reederei verfügt. Das mittelständische Familienunternehmen wurde 1946 von Reinhard Waibel (1920–2003) in Neckarsteinach gegründet. Die Binnenschiffe des Baustoffunternehmens (Sand, Kies, Splitt, Beton), das zudem seit 1985 im Recycling tätig ist, verkehren auf dem Rhein.

## Unternehmen
Die Waibel KG ist seit den 1950er Jahren als mittelständisches Unternehmen in Familienbesitz am Baustoffmarkt tätig. Seit 1972 ist das Unternehmen als Kommanditgesellschaft eingetragen. Die Waibel KG verwaltet eine eigene Reederei und mehrere Hafenanlagen. Zudem hält die Unternehmensgruppe Waibel 88 Prozent der Anteile am Gernsheimer Rheinhafen. Er wurde durch die Waibel KG in den 1990er Jahren wieder profitabel gemacht.
Die Produktspanne liegt im Bereich der Baustoffe und seit 1985 darüber hinaus im Recycling von Baustellenabfällen, Erdaushub sowie Altbaustoffen. Daneben wird auch Sperrmüll durch das Unternehmen recycelt. Die Reederei betreibt im französischen Oberhergheim einen eigenen Greifbagger, der zur Gewinnung von Baustoffen eingesetzt wird.
Die Unternehmensgründung erfolgte im Jahr 1946 in Neckarsteinach. Erst im Jahr 1957 wurde der Standort des Unternehmens nach Gernsheim verlegt. Deshalb ist auch eine Harfe in die Reedereiflagge der Waibel KG integriert, da die Harfe des Minnesängers Bligger von Steinach das Wappensymbol der Stadt Neckarsteinach darstellt.
Die Waibel KG umfasst insgesamt 12 Tochterunternehmen und ist mit Beteiligungen in sieben weitere Unternehmen involviert.
Seit 2016 nimmt ein Vertreter der Waibel KG im Ausschuss für Biotechnologie und Umwelt des Bundesverbands der Deutschen Transportbetonindustrie platz.

## Containerterminal
1993 gründete die Waibel KG zusammen mit der Reederei Haniel die Gernsheimer Umschlags- und Terminalbetriebsgesellschaft (GUT). In der Folge stieg der Containerumschlag in den Häfen Gernsheim an. Die Container werden beispielsweise mit aus PET-Flaschen gewonnenem Recyclingmaterial beladen und nach China exportiert.
Das Dienstleistungsangebot der GUT umfasst das Kommissionieren, Verpacken und Entpacken. Somit ist es möglich, dass die Schiffe, welche regelmäßig zwischen der Nordsee und dem Gernsheimer Rheinhafen verkehren, ohne Zeitverlust ihren Dienst vollbringen können.

## Standorte

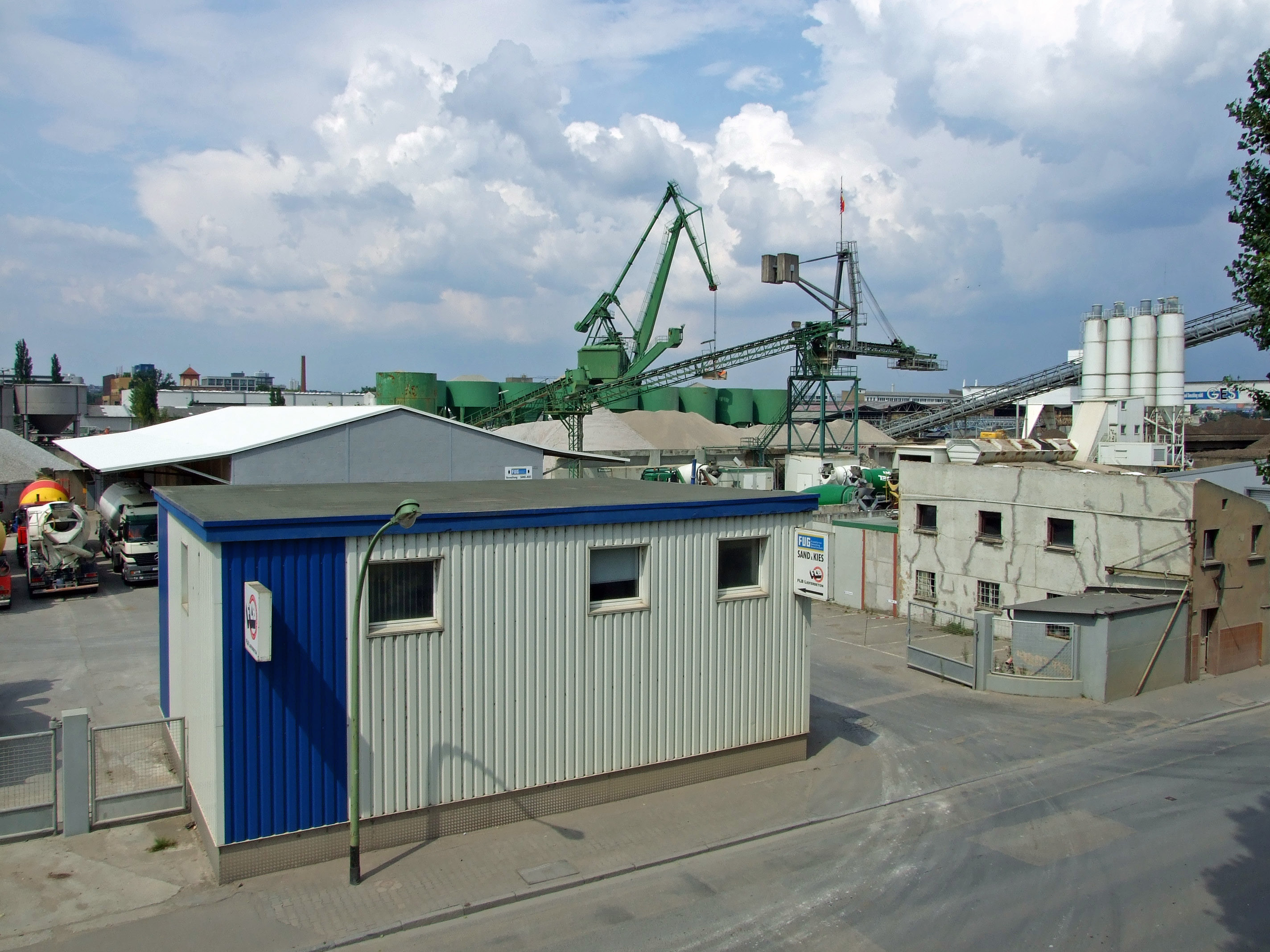
Umschlagstelle Waibel Beton der Waibel KG im Frankfurter Osthafen

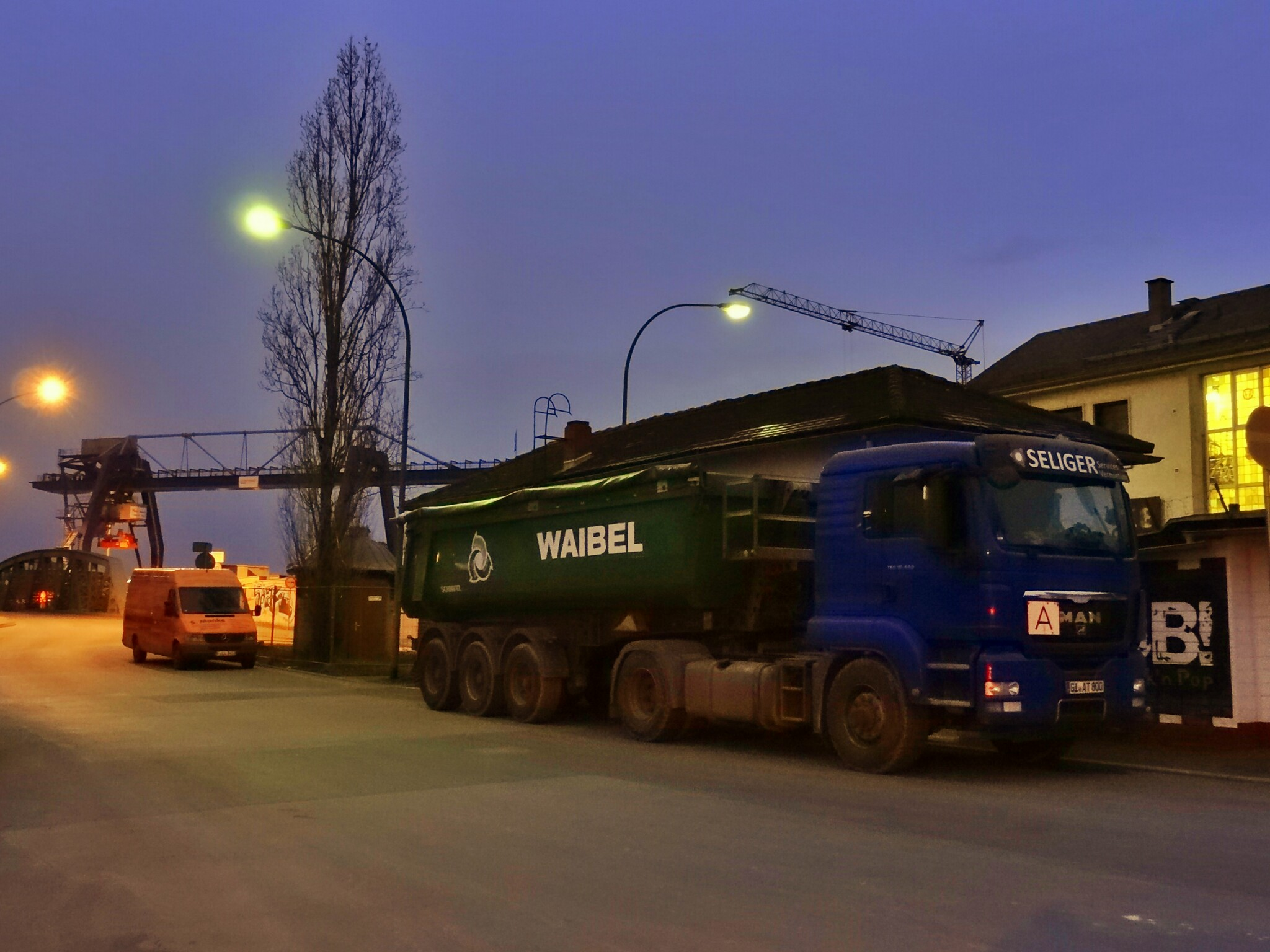
LKW mit Baustoffbehälter der Unternehmensgruppe Waibel in Frankfurt am Main

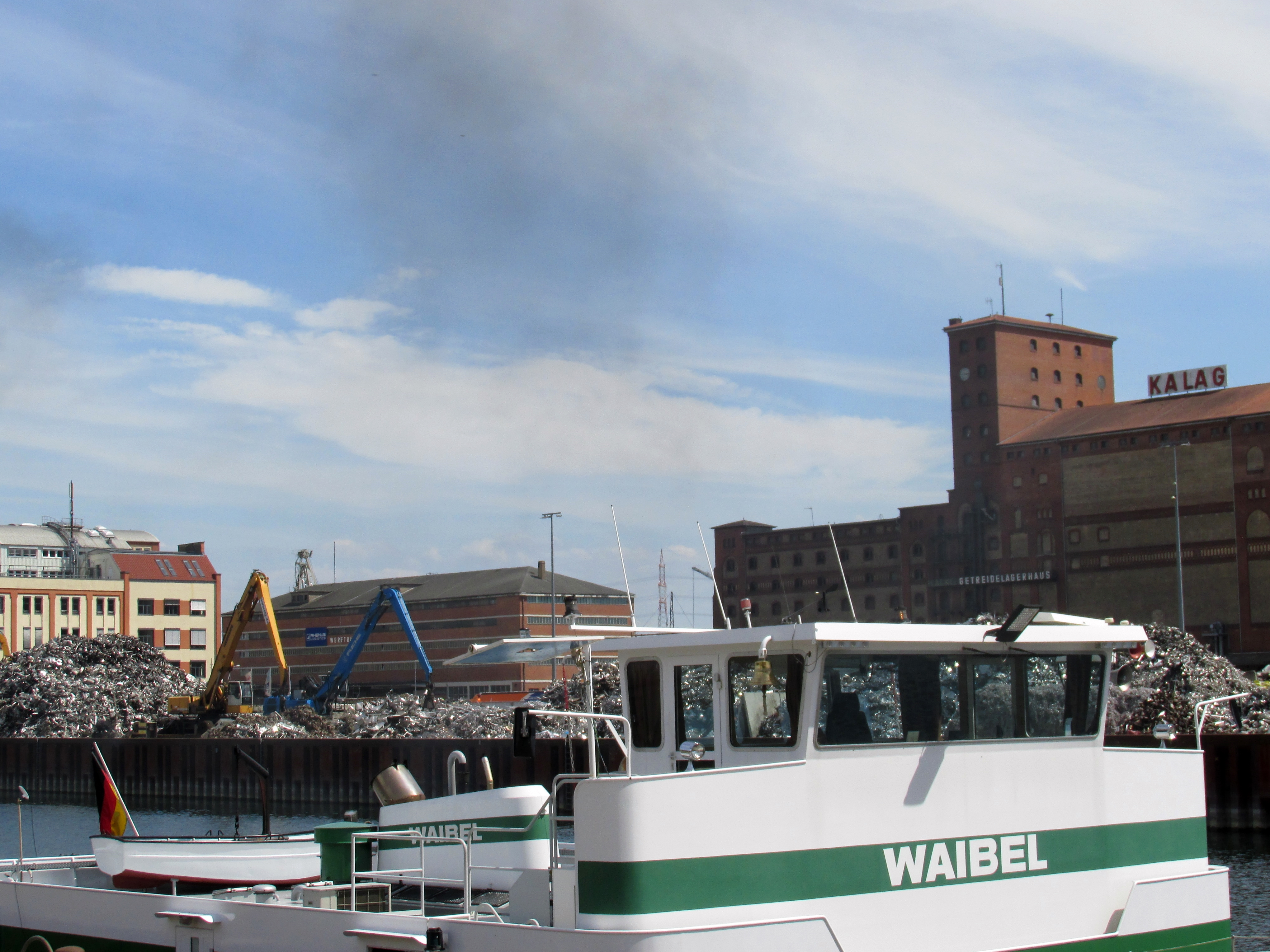
Kommandobrücke und Schornstein eines Binnenhandelsschiffes der Reederei Waibel im Rheinhafen Karlsruhe

### Deutschland
- Gernsheim (Hauptsitz des Unternehmens)
- Frankfurt am Main
- Darmstadt
- Lampertheim
- Erpolzheim
- Karlsruhe

Ehemalig:
- Neckarsteinach
- Biebesheim am Rhein

### Frankreich
- Dalhunden
- Saint-Hippolyte
- Bergheim
- Oberhergheim
- Gravière des Elben S.A.
- Mulhouse

Ehemalig:
- Lauterbourg

## Flotte der Reederei Waibel
Die Flotte der Reederei Waibel hat eine Ladekapazität von insgesamt 37000 Tonnen. Zur Schiffsflotte gehören drei Gütermotorschiffe, ein Schubboot sowie zehn Schubleichter. Das Flaggschiff ist das 1989 auf der Werft Ebert und Söhne erbaute Motorgüterschiff Reinhard Waibel sen.

### Güterschiffe
Liste der Gütermotorschiffe, die im Dienst der Reederei Waibel standen oder stehen, sortiert nach dem Jahr der Indienststellung.
| Bild | Name                 | Baujahr | Motorleistung | Tonnage | Werft                                             | Bemerkungen                                                                   |
| ---- | -------------------- | ------- | ------------- | ------- | ------------------------------------------------- | ----------------------------------------------------------------------------- |
|      | Liesel               |         |               | 270 t   |                                                   | 1946 begann Reinhard Waibel sen. mit dem MS Liesel seine Reederei aufzubauen. |
|      | Elisabeth Waibel     | 1905    | 900 PS        | 1978 t  |                                                   | 1989 als Grizzly bei einem anderen Unternehmen verblieben.                    |
|      | Michael Waibel       | 1950    | 578 PS        | 400 t   | De Biesbosch, Dordrecht                           | 1981 als Annemarie Minthe bei einem anderen Unternehmen verblieben.           |
|      | Doris Waibel         | 1954    | 650 PS        | 930 t   |                                                   |                                                                               |
|      | Gisela Waibel        | 1955    | 560 PS        | 920 t   | Schiffswerft & Maschinenfabrik, Mainz-Gustavsburg | Als Merkur bei einem anderen Unternehmen verblieben.                          |
|      | Waibel 15            | 1959    | 1200 PS       | 1989 t  | Ruhrorter Schiffswerft, Duisburg                  | Seit 1990 als Main im Dienst eines anderen Unternehmens.                      |
|      | Reinhard Waibel jun. | 1965    | 901 PS        | 1590 t  | Arminiuswerft, Bodenwerder                        | Seit 1998 als Orca im Dienst eines anderen Unternehmens.                      |
|      | Waibel 11            | 1973    | 1612 PS       | 2236 t  | de Wachter, Hemiksem                              | Für die Reederei Waibel in Fahrt.                                             |
|      | Waibel 19            | 1981    | 1610 PS       | 2912 t  | Scar, Strasbourg                                  | Für die Reederei Waibel in Fahrt.                                             |
|      | Hannelore Waibel     | 1982    | 1200 PS       | 2936 t  | Ebert & Söhne, Neckarsteinach                     | 2012 verschrottet.                                                            |
|      | Reinhard Waibel sen. | 1989    | 1600 PS       | 3107 t  | Ebert & Söhne, Neckarsteinach                     | Für die Reederei Waibel in Fahrt.                                             |

## Schubschifffahrt
Die Reederei Waibel begann mit der Schubschifffahrt im Jahr 1979 durch die Übernahme eines Schubschiffes der Reederei Roba AG Basel.

### Schubleichter
Liste der Schubleichter, die im Dienst der Reederei Waibel stehen, sortiert nach dem Jahr der Indienststellung.
| Bild | Name      | Baujahr | Tonnage | Werft            | Bemerkungen |
| ---- | --------- | ------- | ------- | ---------------- | ----------- |
|      | Waibel 10 | 1978    | 2317 t  | Scar, Strasbourg |             |
|      | Waibel 9  | 1979    | 2317 t  | Scar, Strasbourg |             |
|      | Waibel 14 | 1979    | 2262 t  | Scar, Strasbourg |             |
|      | Waibel 16 | 1979    | 2317 t  | Scar, Strasbourg |             |
|      | Waibel 17 | 1980    | 2258 t  | Scar, Strasbourg |             |
|      | Waibel 18 | 1981    | 2317 t  | Scar, Strasbourg |             |
|      | Waibel 20 | 1982    | 2317 t  | Scar, Strasbourg |             |
|      | Waibel 21 | 1982    | 2317 t  | Scar, Strasbourg |             |
|      | Waibel 22 | 1983    | 2317 t  | Scar, Strasbourg |             |

### Schubboote
Liste der Schubboote, die im Dienst der Reederei Waibel standen oder stehen, sortiert nach dem Jahr der Indienststellung.
| Bild | Name     | Baujahr | Motorleistung | Tonnage | Werft                  | Bemerkungen |
| ---- | -------- | ------- | ------------- | ------- | ---------------------- | --- |
|      | Waibel 1 | 1972    | 2 × 900 PS    | 90 t    | Baan Hofman, Gorinchem | Zuvor unter dem Namen Roba 1 im Dienst eines anderen Unternehmens. Seit 1985 als Velebit bei einem anderen Unternehmen im Dienst. |
|      | Waibel 2 | 1935    | 2 × 510 PS    | 74 t    |                        | War ab 1981 für die Reederei Waibel in Fahrt. Zuvor als Freiburg im Dienst eines anderen Unternehmens.                            |

## Reedereiflagge

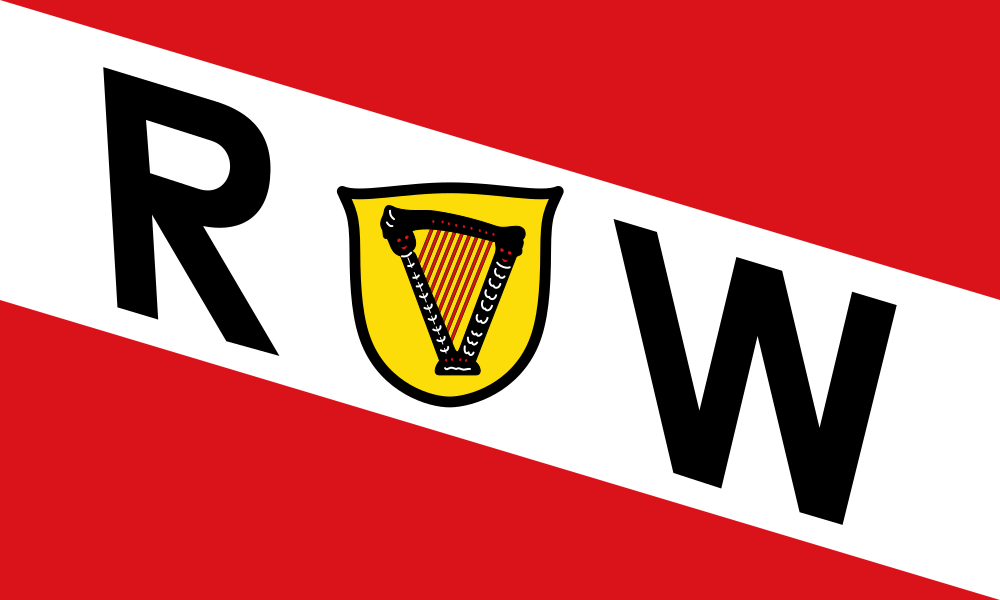
Hausflagge der Reederei Waibel

Die Flagge der Reederei Waibel KG ist in drei Sektionen eingeteilt, die von links nach rechts abfallend schräg zueinander verlaufen. Die beiden äußeren Sektionen sind in rot gehalten. Die mittlere Sektion ist in weiß gelegt. Die Initialen des Reedereigründers Reinhard Waibel sind in der mittleren Sektion von links oben schräg abfallen ein fettgedrucktes schwarzes R gefolgt von einer Harfe in der Mitte und einem fettgedruckten schwarzen W am Ende. Die Harfe ist in einen Wappenschild auf gelben Grund gebettet. Die Umrandung des Wappenschildes ist in schwarz gehalten.